# Roger Planchon
Roger Planchon (12 de setembro de 1931 - 12 de maio de 2009) foi um dramaturgo e diretor francês, tendo sido o responsável pela montagem de clássicos da dramaturgia, como Molière, Marivaux e Racine, bem como autores modernos, a exemplo de Pinter e Ionesco. Dirigiu estrelas como Jean Carmet, Michel Serrault, Annie Girardot e Robin Renucci.

## Biografia
Nascido em 12 de setembro de 1931, Planchon assumiu no ano de 1952 o Theatre de la Comedie, na cidade de Lyon. Posteriormente, dirigiu o Theatre de la Cité, que veio a se tornar o Teatro Nacional Popular, em Villeurbane, localizado na periferia de Lyon. Morreu de ataque cardíaco, aos 77 anos.